# Heliotropium filifolium
Heliotropium filifolium är en strävbladig växtart som först beskrevs av John Miers, och fick sitt nu gällande namn av Ivan Murray Johnston. Heliotropium filifolium ingår i Heliotropsläktet som ingår i familjen strävbladiga växter. Inga underarter finns listade i Catalogue of Life.